# Gare de Massy - Verrières
Gare de Massy - Verrières vasútállomás és RER állomás Franciaországban, Massy településen.

## Vasútvonalak
Az állomást az alábbi vasútvonalak érintik:
- Ligne de Sceaux
- Choisy-le-Roi-Massy - Verrières-vasútvonal

## Kapcsolódó állomások
A vasútállomáshoz az alábbi állomások vannak a legközelebb:
- Gare des Baconnets (Gare Aéroport Charles-de-Gaulle 2 TGV, Gare de Mitry - Claye, Ligne de Sceaux, B RER-vonal)
- Gare de Massy - Palaiseau (Gare de Saint-Rémy-lès-Chevreuse, Ligne de Sceaux, Choisy-le-Roi-Massy - Verrières-vasútvonal, B RER-vonal)
- Gare du Chemin d'Antony (Gare de Pontoise, Gare de Versailles-Château-Rive-Gauche, Choisy-le-Roi-Massy - Verrières-vasútvonal, RER C)
- Gare de Massy - Palaiseau (Gare de Massy - Palaiseau, RER C)

## Lásd még
- Franciaország vasútállomásainak listája
- A RER állomásainak listája